# Rasa de la Font del Boix
La Rasa de la Font del Boix és un torrent afluent per l'esquerra de l'Aigua d'Ora el curs del qual transcorre pels termes municipals de Montmajor (Berguedà) i Navès (Solsonès). Els tres primers km del seu curs reben la denominació de Torrent de la Font del Boix.

## Termes municipals per on transcorre
Des del seu naixement, la Rasa de la Font del Boix passa successivament pels següents termes municipals.
|                                                           | Longitud (en m.) | % del recorregut |
| --------------------------------------------------------- | ---------------- | ---------------- |
| Per l'interior del municipi de Montmajor                  | 3.844            | 51,65%           |
| Fent frontera entre els municipis de Montmajor i Navès    | 518              | 6,96%            |
| Per l'interior del municipi de Navès                      | 1.094            | 14,70%           |
| Una altra vegada per l'interior del municipi de Montmajor | 1.986            | 26,69%           |

## Poblament de la seva conca
Inclou les entitats de població de Sant Feliu de Lluelles i de Sorba, ambdues del municipi de Montmajor.

## Xarxa Hidrogràfica

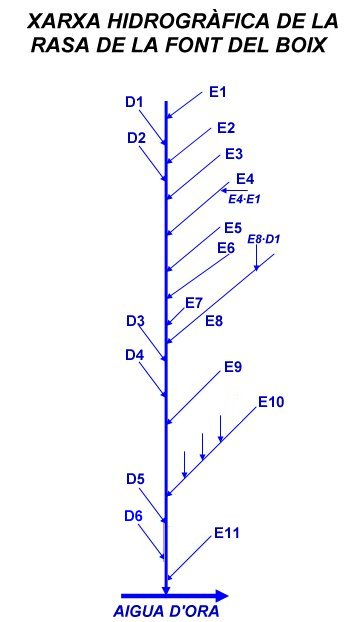
Xarxa hidrogràfica de la Rasa de la Font del Boix

La xarxa hidrogràfica de la Rasa de la Font del Boix està integrada per un total de 23 cursos fluvials. D'aquests, 17 són subsidiaris de 1r nivell i 5 ho són de 2n nivell. La totalitat de la xarxa suma una longitud de 17.727 m.
Pel que fa a la seva distribució per municipis, pel terme municipal de Montmajor n'hi transcorren 14.818 metres, i pel de Navès, 3.496 metres.

## Mapa del seu curs
- Mapa de l'ICC